# Yungasia peruana
Yungasia peruana är en insektsart som beskrevs av Keti Maria Rocha Zanol 1991. Yungasia peruana ingår i släktet Yungasia och familjen dvärgstritar. Inga underarter finns listade i Catalogue of Life.